# 井上翔
井上 翔（いのうえ つばさ、1996年5月23日 - ）は、日本の俳優である。スターダストプロモーションに所属していた。

## 出演

### テレビドラマ
- ヒミツの関係〜先生は同居人〜（2010年、BeeTV）
- LADY〜最後の犯罪プロファイル〜 第7話（2011年2月18日、TBS）
- Piece（2012年、日本テレビ）
- 幽かな彼女（2013年、関西テレビ） - 高橋蓮 役
- 麒麟がくる（2020年、NHK大河ドラマ）

### バラエティ番組
- ビットワールド（2011年、NHK教育テレビ）

### 映画
- 怪談新耳袋 異形（2012年）

### 舞台
- ベニバラ兎団公演
  - vol.17「SIX DAYS」（2015年4月22日 - 26日、シアターサンモール）
  - PRODUCE THEATRE 7th STAGE「ガダルカナルデパートメント」（ベニバラ兎団公演、2015年9月8日 - 13日、「劇」小劇場）
  - Vol.19「平安シャングリラ! 〜いいな極楽、鳴くな鶯、宮中列伝〜」（ベニバラ兎団公演、2016年3月23日 - 27日、銀座 博品館劇場）
  - vol.21～Extra Special Stage～ Episode 1「破格ノ七人 〜7/stupid〜」（2017年6月7日 - 11日、小劇場B1）
  - vol.22「ICE CREAM GOOD BYE」（2017年10月25日 - 29日、新宿村LIVE）
  - vol.23「ICE CREAM GOOD BYE 2」（2018年3月28日 - 4月1日、シアターグリーン BIG TREE THEATER）
  - vol.24～Extra Special Stage～ Episode 2「破格ノ七人 II」（2018年7月19日 - 22日、テアトルBON BON）
  - vol.25「ICE CREAM GOOD BYE -完結篇- 」（2019年4月3 - 7日、新宿村LIVE）
  - 舞台「左ききのエレン -横浜のバスキア篇-」（2020年11月25日 - 29日、横浜市泉区民文化センター テアトルフォンテ ホール） - 竹山 役
  - 舞台「左ききのエレン -バンクシーのゲーム篇-」（2021年1月19日 - 24日、六行会ホール） - 沢村孝／トンプソン 役
- 神さんは勉強ができない（劇団syuen公演、2016年2月5日 - 7日、高田馬場ラビネスト）[1][2]
- キズ絆 -KIZUBAN-（SECOND・Nプロデュース VOL.25公演、2018年5月22日 - 27日、高田馬場ラビネスト）
- 黒使（おうさか学生演劇祭vol12×劇団光合聲公演、2019年3月2日 - 4日、SPACE9） - 三島翔也 役
- 장소 チャンソ（おうさか学生演劇祭×劇団May×一心寺シアター倶楽 協同プロデュース公演、2019年9月26日 - 30日、一心寺シアター倶楽） - 金元導(キム・ウォンド)役
- 忍武の砦（劇団光合聲#2 公演、2020年2月29日 - 3月2日、一心寺シアター倶楽） - 徳川家康 役